# Рик Рос
Уилям Ленърд Робъртс II (роден на 28 януари 1976 г.), известен със сценичното си име Рик Рос, е американски рапър и предприемач.
През 2009 г. Рос основава лейбъла Maybach Music Group, в който издава студийни албуми Deeper Than Rap (2009), Teflon Don (2010), God Forgives, I Do not (2012), Mastermind, Hood Billionaire (2014), Black Market (2015 г.) и Rather You Than Me (2017 г.) Down like that (2019 г.) заедно с KSI,LIL BABY И S-X. В началото на 2012 г., MTV нарече Рос като най-горещия рапър в Играта.

## Живот и кариера

### 1976 – 2006: Ранно начало и кариера
Уилям Ленърд Робъртс II е роден в Кларксдейл, Мисисипи и е израснал в Карол Сити, Флорида. След като завършва старши гимназия „Маями Карол Сити“, той посещава исторически колеж „Олбански държавен университет“ и получава футболна стипендия.
В ранните си години в Suave House Records Робъртс първоначално дебютира под псевдонима Teflon Don. Той прави дебюта си за запис на песента „Is not Shhh to Discuss“ на сингъла на Ерик Сермон за DreamWorks. В средата на 2000-те той променя името си на Рик Рос. Той взима сценичното си име от бившия наркобарон „Магистралата“ Рик Рос.

### 2006 – 08:Port of MiamiиTrilla
Неговият дебютен албум „Порт на Маями“ бе пуснат през август 2006 г. и дебютира на първото място в класацията за албуми на USA Billboard 200 с продажби на 187 000 броя през първата седмица. Кристиан Хорд от списание „Ролинг Стоун“ прогнозира, че това ще бъде „най-големият рап рекорд на лятото“. Вторият сингъл е „Push It“, който проби „Scarface (Push It to the Limit)“, тематичната песен от гангстерския филм „Scarface“. Музикалното видео за „Push It“ е моделирано след филма. През това време Рос прави гостуващи изпълнения на два сингъла от дебюта на DJ Khaled Албума: „Born-N-Raised“ и „Holla at Me“. „Порт на Маями“ получи златен сертификат от Асоциацията на звукозаписната асоциация на САЩ на 8 ноември 2006 г.
През март 2008 г., неговият втори албум „Трилла“ излиза на пазара и, както и неговият предшественик Порт Маями, дебютира на върха на Билборд 200. Неговият водещ сингъл „Speedin“ с участието на Р. Kelly достигна връхната си точка номер 21 на американския Билборд Bubbling Under Hot 100 Singles; Следващият „The Boss“ с участието на T-Pain достигна своя връх на номер 17 на Hot 100. Третият сингъл „Here I Am“ бе Nelly и Avery Storm. MTV News класира Рос на четвърто място в списъка си „Най-горещите MC в играта“ за 2008 г. сред десет рапъри. Четвъртият сингъл „This Is The Life“ включва Трей Сонг и е издаден през юли.

### 2009:Deeper Than Rap
В песен от албума „Valley of Death“, Рос говори накратко за спорния си престой като затворник. Въпреки че все още не даваше обяснение за лъжата, че е C.O. и не обяснява защо не е изплатил помощ на децата си.
В корицата на изданието от май 2009 г. на списание XXL, озаглавено „Rick Ross Up in Smoke“, Ross носи слънчеви очила Louis Vuitton. След публикуването, говорител на производителя на луксозни стоки се свърза с XXL, за да ги информира, че Рос е с фалшиви слънчеви очила на изображението на корицата. По-късно разкри, че рапърът е облечен в автентични слънчеви очила „Луи Вюитон“, които са променени от Яков Бърнстейн, известен като „слънчевият сводник“. Бърнстейн защитава своите персонализации въпреки настояването на Louis Vuitton, че подобна промяна и препродажба на търговска собственост е незаконна.

### 2010 – 13: Prime Rick Ross
През 2010 г. Рос реализира редица постижения. Издава своя четвърти студиен албум „Teflon Don“, който бе пуснат на 20 юли 2010 г. Втори официален сингъл е „Live Fast, Die Young“. Албумът дебютира на второ място в Billboard 200, продавайки 176 000 копия през първата си седмица.
2012 е още една много успешна година за кариерата на Рос. Започва годината с всеобщо признание за микстейпа „Rich Forever“. Ross 'MMG Camp издават втората си компилация, Self Made Vol. 2 през юни 2012 г. По-малко от месец по-късно петия студиен албум на Ross, „God Forgives, I Do not“, бе пуснат на 31 юли 2012 г. след няколко закъснения. След издаването си, албумът е записал номер 8 на класацията за албуми в Обединеното кралство и номер две в класацията за албуми на R&B в Обединеното кралство, което го прави албум с най-висок рейтинг на Рос и първият 10-и албум в Обединеното кралство. Албумът дебютира на номер едно в Billboard 200, а продажбите от 218 000 копия за първата седмица. Рос премиеше четири песни: „So Sofisticated“ с Meek Mill, „Touch'N You“ с участието на Usher, „Hold Me Back“ и „3 Kings“ с д-р Дре и Джей-З. Албумът бе сертифициран със злато за по-малко от два месеца. Рик Рос е номиниран от The Source като „Човек на годината“.

### 2014: 2 албума, 1 година
Рик Рос пуска шестия си студиен албум „Mastermind през март 2014 г., като албумът получи положителни отзиви от критици и дебютира на първа позиция в класацията на Billboard 200, с продажбите от 179 000 копия за първата седмица. От 8 април 2014 г. албумът е продал над 290 000 копия в САЩ.
През октомври 2014 г. Рос обяви, че ще пусне още един албум „Hood Billionaire“, за да компенсира зареждането на албума „Dreams Worth More Than Money“ на Meek Mill. Албумът получава смесени отзиви, както от феновете, така и от критиците.

### 2015 –: The Renzel Era и Epic Records
Рос има комбинация от нещастия и постижения през 2015 г. е арестуван за обвинения в отвличания и нападения и бе осъден на домашен арест в дома си в щата Джорджия. Рапърът се присъединява към платформата Snapchat и нарича себе си „Renzel“ – пиеса на известния актьор Дензъл Уошингтън. През септември Рос пуска „Mixtape“, и „Black Dollar“, третото си пълнометражно издание от март 2014 г. Скоро той обяви своя осем студиен албум „Black Market“ за издаване през декември 2015 г. За да популяризира предстоящото му освобождаване, Рос пуска ремикс, Renzel Remixes на Деня на благодарността през 2015. Black Market е издаден на 4 декември 2015 г. и е бил последният албум на Ross за неговия първоначален договор с Def Jam.
През януари 2016 г., след много спекулации, Рик Рос подписва соло сделка с Epic Records, обединявайки го с Л.А. Рийд, който първоначално играе основна роля при подписването на Рос с Def Jam.
На 21 февруари 2016 г. Рик Рос ремиксира „Famous“ от Kanye West. Рос е активен през 2016 г., записвайки много песни, включително „Make It Work“, от Self Made Vol. 4, „Purple Lamborghini“ на Suicide Squad: Албумът „Freaky Hoe“.
Той обяви, че деветият му студиен албум „Rather You Than Me“ е планиран за издаване през март 2017 г.

## Личен живот

### Офицерски снимки
През юли 2008 г. „The Smoking Gun“ пусна подробности, свързващи номера на социалната осигуровка на Рос с 18-месечен престой като коректив офицер в Центъра за приемане в Южна Флорида. Рос първоначално отрече, че снимката е от него, но след като впечатленията от миналото му дойдоха в общественото око, Рос по-късно призна, че е работил като корекционен офицер във Флорида в продължение на 18 месеца между 1995 и 1997 г. В едно интервю през 2008 г. с AllHipHop.com „Магистрала“ Рики Рос твърди, че Робъртс използва името и идентичността си, когато научил, че „The Smoking Gun“ е публикувала документи, разкриващи предишната работа на Робъртс като офицер във Флорида.

### Покушение
На 27 януари 2013 г., докато празнува 37-годишния си рожден ден, Рос и приятелката му са целта на стрелба във Форт Лодърдейл, Флорида. Нито Рос, нито неговата приятелка са били наранени, но в крайна сметка те разбиват колата си в апартамент, опитвайки се да избягат от стрелбата.

## Правни въпроси
На 26 март 2011 г. Рос бе арестуван в Шревотпорт за притежание на марихуана. Според полицейските досиета силна миризма на марихуана е открита от стаята му в „Хилтън“ в центъра на Шревотпорт.
На 24 юни 2015 г. Рик Рос и неговият бодигард са арестувани в окръг Файет, Джорджия по обвинения в отвличания и атаки. И двамата са обвинени, че принуждават собственици на частен имот да влязат в къщата за гости и да ги бият в главата с пистолет, за които се твърди, че причината са парите, които дължат на Рос.

## Бизнес начинания
До 2017 г. Рос притежава веригата ресторанти Wingstop.

## Медийни скандали

### Спорове с 50 Cent
През януари 2009 г. Рос стартира вражда с рапъра 50 Cent, защото предполага, че го е погледнал лошо по време на BET хип-хоп наградите през 2008 г. 50 Cent каза пред новинарските източници, че не си спомня да е виждал Рик Рос. В края на януари, в песента „Mafia Music“ Рос говори против 50 Cent.
Преди да замине във Венецуела, 50 Cent качи видеоклип, озаглавен Warning Shot, в който той заяви: „Рик Рос ви прецаква живота за забавление“. В началото на февруари 50 Cent прави видеоклип, в който интервюира „Тиа“, майката на едно от децата на Рос. Тя твърди, че цялата му личност е фалшива и измамна. На 5 февруари 2009 г. The Game се отказа от 50 Cent и каза, че казаното за Рос е лъжа. В албума си Deeper Than Rap, Ross споменава 50 Cent в песента In Cold Blood. Беше пуснат видеоклип за песента, изобразяващ изкуствено погребение на 50 Cent.
На 28 март 2014 г., Рик Рос бе запитан за враждебността си с 50 Cent. Той заяви, че не желае да говори повече на него и че е свършил с враждата.
Неотдавна неговата вражда с 50 Cent отново се обновява. Причината за повторното завръщане би могло да се дължи на меломана Meek Mill, който защити наставника си Рос.

## Дискография

### Студийни албуми
- Port of Miami (2006)
- Trilla (2008)
- Deeper Than Rap (2009)
- Teflon Don (2010)
- God Forgives, I Don't (2012)
- Mastermind (2014)
- Hood Billionaire (2014)
- Black Market (2015)
- Rather You Than Me (2017)
- Port of Miami 2: Born to Kill (2018)

## Награди и номинации

### Наградите „Грами“
Наградите „Грами“ (наричани и „Грамофончета“ на английски: Gramophone Award), се присъждат от Националната академия за звукозапис (National Academy of Recording Arts and Sciences – NARAS) на САЩ за изключителни постижения в музикалната индустрия.
| Година | Номинация                                      | Награда                          | Резултат  |
| ------ | ---------------------------------------------- | -------------------------------- | --------- |
| 2012   | „I'm the One“ (с DJ Khaled, Drake и Lil Wayne) | Най-добра рап песен              | Номиниран |
| 2013   | God Forgives, I Don't                          | Най-добър рап албум              | Номиниран |
| 2015   | „New Flame“                                    | Най-добра R&B песен и изпълниние | Номиниран |
| 2017   | „Purple Lamborghini“                           | Най-добра песен за Visual Media  | Номиниран |